# Peñuelas (Peñuelas)
Peñuelas es un barrio-pueblo ubicado en el municipio de Peñuelas en el estado libre asociado de Puerto Rico. En el Censo de 2010 tenía una población de 1422 habitantes y una densidad poblacional de 2.187,4 personas por km².su alcalde es Josean González Febres

## Geografía
Peñuelas se encuentra ubicado en las coordenadas 18°3′26″N 66°43′21″O / 18.05722, -66.72250. Según la Oficina del Censo de los Estados Unidos, Peñuelas tiene una superficie total de 0.65 km², que corresponden a tierra firme.

## Demografía
Según el censo de 2010, había 1422 personas residiendo en Peñuelas. La densidad de población era de 2.187,4 hab./km². De los 1422 habitantes, Peñuelas estaba compuesto por el 81.79% blancos, el 11.32% eran afroamericanos, el 0.14% eran amerindios, el 0.56% eran asiáticos, el 4.36% eran de otras razas y el 1.83% pertenecían a dos o más razas. Del total de la población el 99.23% eran hispanos o latinos de cualquier raza.